# Woodys Barcelona
Woodys Barcelona és una empresa catalana ubicada a Vic, especialitzada en disseny, fabricació i comercialització d'ulleres fetes amb fusta. L'octubre de 2015 tenia 10 empleats i el 2014 va facturar 700.000 euros. Fundada a finals de 2011 quan Josep Dosta, que treballava en una empresa de complements proveïdora de grans marques com Inditex o Pepe Jeans, va decidir fundar l'empresa després d'haver presentat el producte a aquestes cadenes, que tot i haver tingut una bona acceptació inicial, no havien arribat a cap acord final. Al cap de poc es va incorporar el seu germà Miquel Dosta i a principis de 2013 ja es va presentar la seva primera col·lecció d'ulleres, fetes amb diversos tipus de fusta. A setembre de 2015 venen més de 1.800 referències a 34 països. Els seus principals clients es troben a Itàlia, França, Alemanya i Grècia, venent un 15% de la facturació a l'Estat i un 5% aproximat a la seva botiga en línia.